# Jan Feliks Piwarski
Jan Feliks Piwarski (20 novembre 1794, Puławy - 17 décembre 1859, Varsovie) est un peintre, illustrateur, conservateur de musée et écrivain polonais. Il est l'un des premiers lithographes de Pologne.

## Biographie
Jan Feliks Piwarski naît le 20 novembre 1794 à Puławy, issu d'une famille d'artisans.
Il étudie la peinture avec Józef Richter (pl) (1780-1837). En 1816, il s'installe à Varsovie, où il prend un emploi de greffier pour le Komisji Sprawiedliwości (Comité de justice). Deux ans plus tard, il est nommé conservateur de la collection d'estampes à l'Université de Varsovie et, peu après, il devient secrétaire de la bibliothèque universitaire. Il occupe ces deux postes jusqu'à la fermeture de l'Université par les autorités russes en 1832.

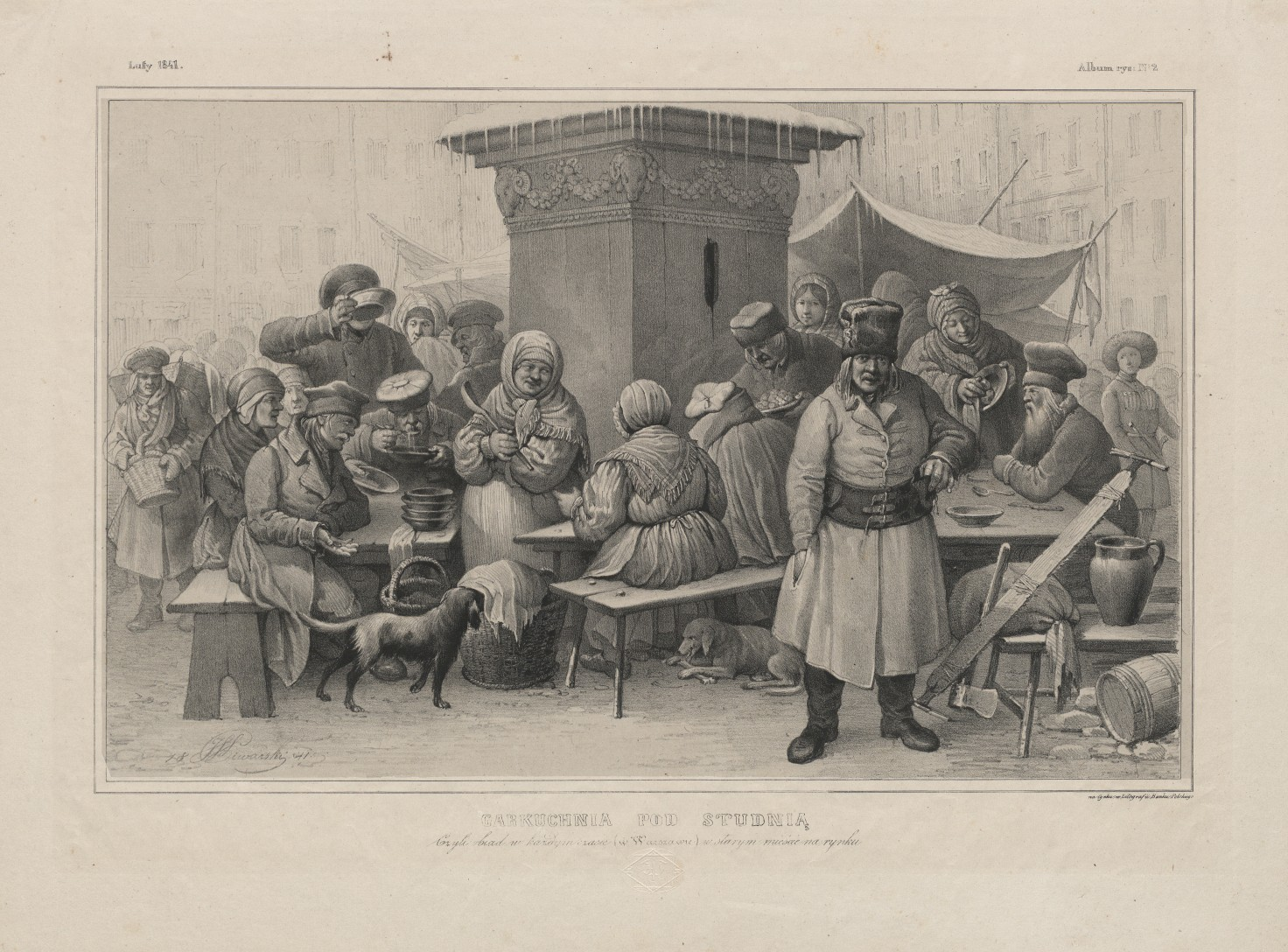
Soupe populaire près du puits, de l’Album cynkograficzno-rysunkowe warszawskie (1841).

En 1819, il se rend à Vienne en tant que conseiller du Komisji Wyznań Religijnych i Oświecenia Publicznego (Comité des affaires religieuses et des lumières publiques). Là-bas, il étudie les techniques de l'estampe à la collection d'estampes impériales avec Adam von Bartsch. À son retour, il s'active pour agrandir et organiser la collection de l'université et écrit plusieurs articles sur l'art et l'histoire pour la Gazetą Literacką. De 1820 à 1830, il travaille avec la Towarzystwa Przyjaciół Nauk (Société des Amis de la Science) en tant que directeur artistique de leur Monumenta Regnum Poloniae Cracoviensis (Monuments du Royaume de Pologne à Cracovie).
Avec Seweryn Oleszczyński, il travaille pour promouvoir une nouvelle technologie lithographique : la zincographie. En 1825, il entreprend un voyage à Berlin et à Dresde pour étudier de nouvelles méthodes de conservation dans ces musées. À la suite de l'échec du soulèvement de novembre, à la fermeture de l'Université, il supervise la liquidation des collections d'art et de livres de l'Université, organise les envois et les prépare pour l'expédition à Saint-Pétersbourg.
Au cours de la décennie suivante, il écrit plusieurs ouvrages sur l'art et l'éducation artistique, dont Wzory i nauka rysunków (Modèles et dessin scientifique), publié en 1840 et réimprimé à plusieurs reprises. Il enseigne également dans une académie pour jeunes filles et une école d'art privée dirigée par Aleksander Kokular.
Plus tard, il joue un rôle actif dans la création de la École des Beaux-Arts de Varsovie (pl). À son ouverture en 1844, on lui confie la chaire de dessin et de peinture de paysage, qu'il occupera jusqu'à sa retraite en 1848. On lui attribue l'introduction de la pratique de la peinture en plein air.
Ses peintures à l'huile sont en grande partie composées de paysages et de scènes de genre, avec quelques œuvres représentant des événements du soulèvement de novembre. Parmi ses élèves les plus connus figurent Wojciech Gerson, Franciszek Kostrzewski (pl), Henryk Pillati (en), Józef Simmler et Józef Szermentowski. Son fils, Adolf, est un miniaturiste bien connu. Son arrière-arrière-petit-fils Andrzej Jan Piwarski (pl) est également artiste.

## Galerie

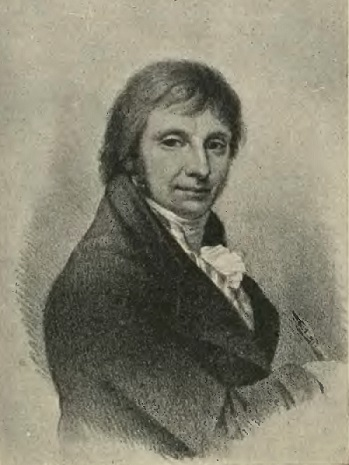
Kazimierz Wojniakowski (n. d.).
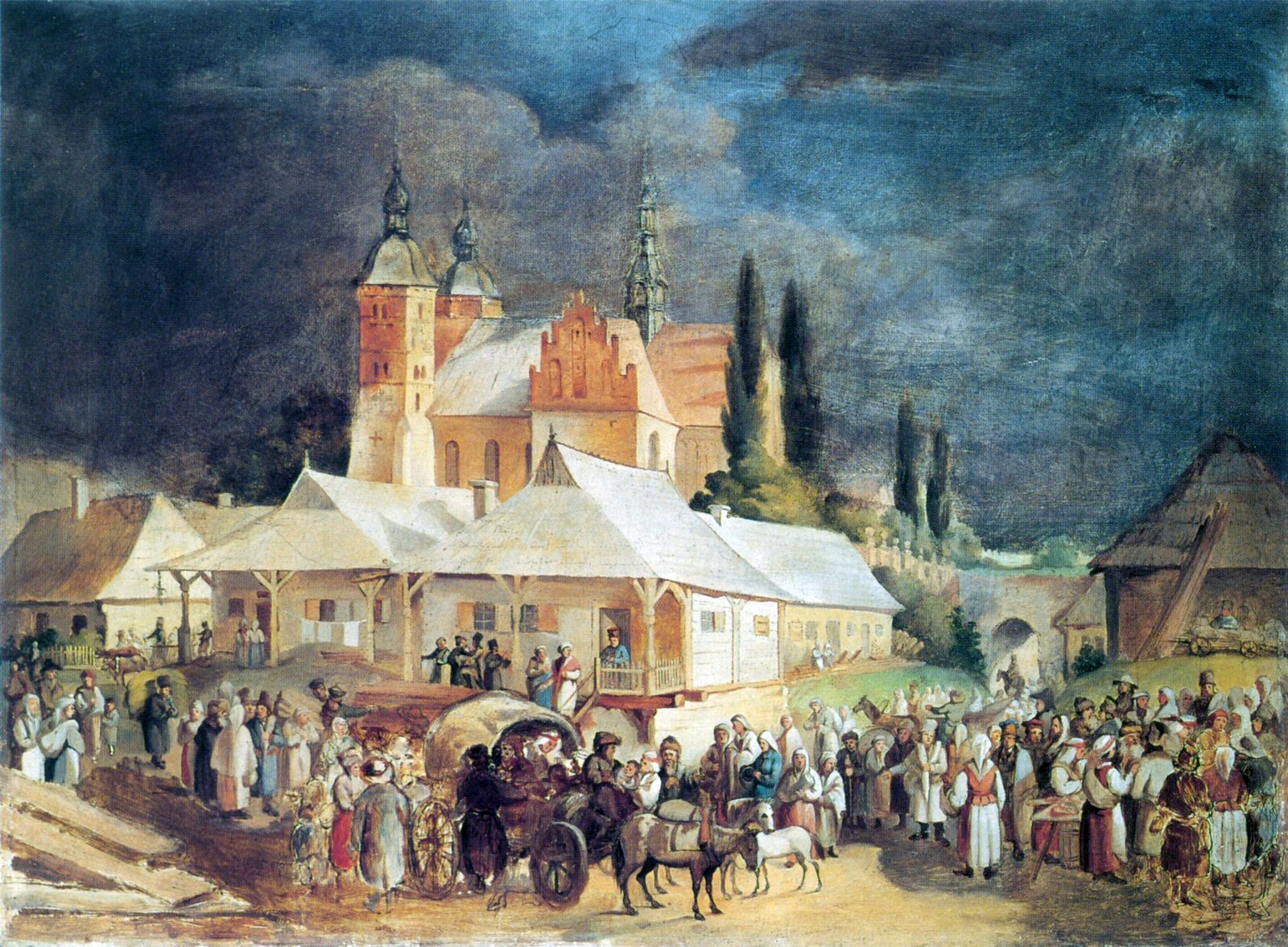
Marché à Opatów (1845).
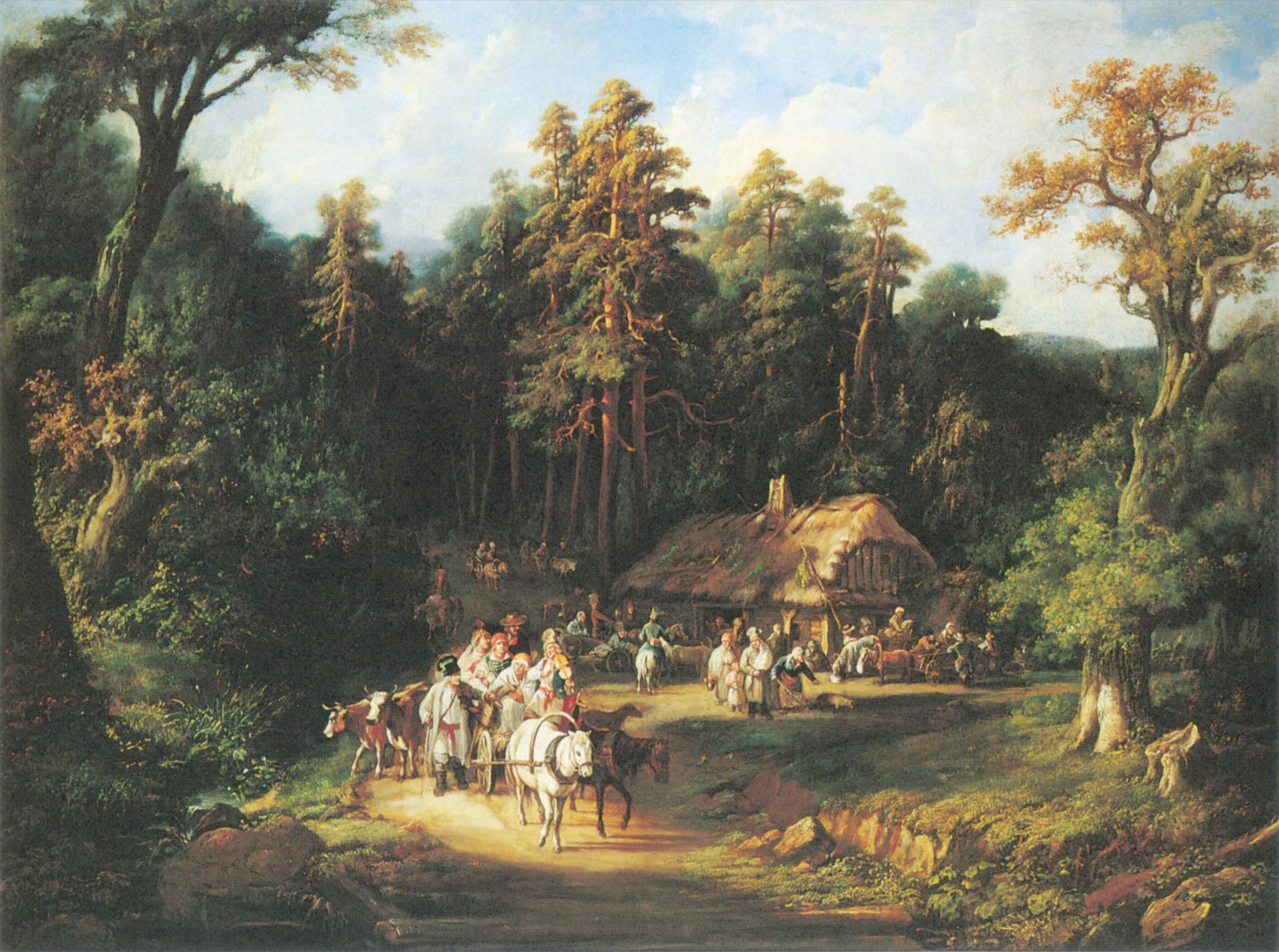
L'auberge du « dernier sou » (1845).
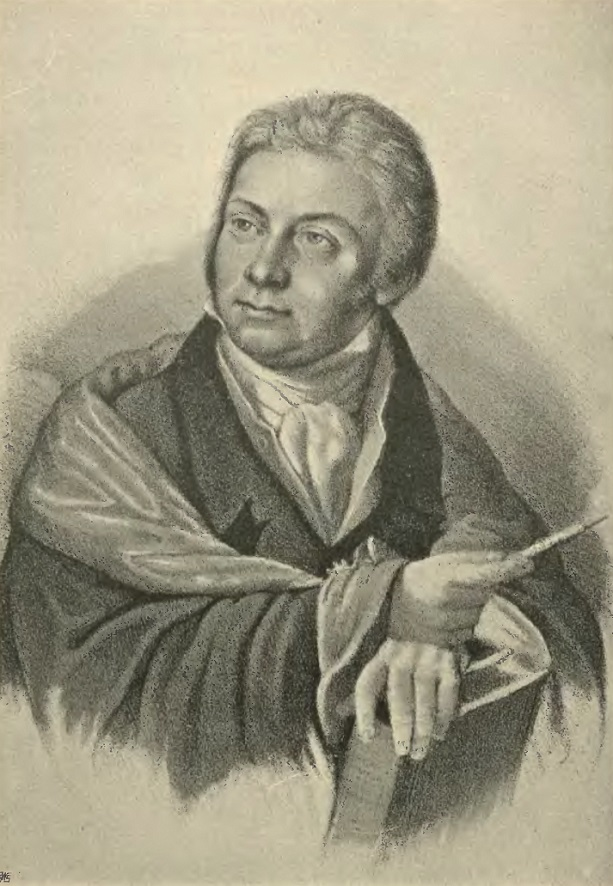
Zygmunt Vogel (n. d.).
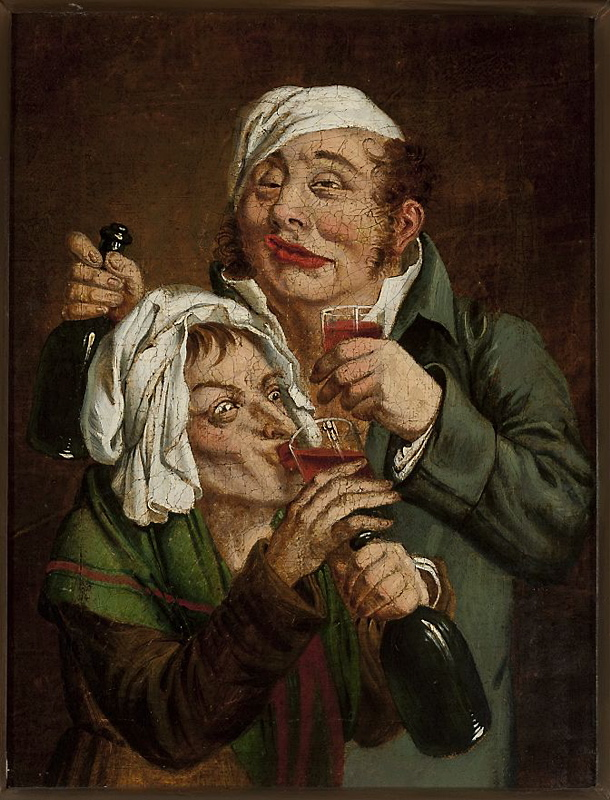
Couple d'ivrognes (n. d.).